# Mark Tinordi
Mark Douglas Tinordi (né le 9 mai 1966 à Red Deer dans la province de l'Alberta au Canada) est un joueur de hockey sur glace ayant évolué dans la Ligue nationale de hockey. Il est le père de Jarred Tinordi.

## Carrière
Tinordi évolua au niveau junior pour les Broncos de Lethbridge et les Wranglers de Calgary de la Ligue de hockey de l'Ouest de 1982 à 1987. Bien que possédant un puissant tir frappé et étant considéré comme un bon défenseur lors de son passage au niveau junior, il ne fut pas réclamé au repêchage et dut attendre le mois de janvier 1987 avant de voir une équipe de la LNH lui soumettre un contrat. Ayant accepté l'offre que lui soumirent les Rangers de New York, Tinordi rejoint au terme de la saison 1986-1987 le club-école des Rangers dans la Ligue américaine de hockey, les Nighthawks de New Haven.
Il devient officiellement joueur professionnel lors de la saison suivante en se joignant au Rangers du Colorado de la Ligue internationale de hockey. Il fait également durant cette même saison ses débuts dans la LNH, prenant part à 24 rencontres avec le grand club.
Le solide défenseur ne joue finalement qu'une saison avec les Rangers, se voyant au mois d'octobre 1988 impliqué dans une importante transaction qui l'envoya aux North Stars du Minnesota en retour notamment de Brian Lawton.
Après seulement dix rencontres avec le club affilié aux North Stars, les Wings de Kalamazoo de la LIH, Tinordi déniche un poste permanent avec l'équipe et devient très rapidement un élément clef de la brigade défensive du Minnesota. Il aidera d'ailleurs son équipe à atteindre la finale de la Coupe Stanley en 1991 où les Stars s'inclineront face aux Penguins de Pittsburgh. Au terme de cette saison, Tinordi prend part avec les North Stars à un tournoi amical en France où ils sont opposés à des clubs professionnels évoluant sur le vieux continent.
Tinordi est également appelé à joindre les rangs d'Équipe Canada et remporta avec ceux-ci la médaille d'or lors de la Coupe Canada en 1991. À la suite du départ du capitaine des North Stars Curt Giles durant l'été, Tinordi hérite du poste et connait en 1992-1993 sa meilleure saison récoltant pour la seule fois de sa carrière plus de dix buts et quarante points.
Les North Stars du Minnesota furent transférés en 1993 et devinrent les Stars de Dallas. Le capitaine Tinordi fit le voyage, mais se voit échangé l'été suivant aux Capitals de Washington en retour de Kevin Hatcher. Il apporte alors une dimension physique importante au club ainsi qu'un leadership indéniable. Ceci fut d'ailleurs un facteur important aux Caps qui firent, en 1997-1998, leur première apparition en finale de la Coupe Stanley. Mais encore une fois, le vétéran défenseur ne put toucher au précieux trophée.
Après avoir été incommodé durant toute la saison suivante par diverses blessures et réclamé par les Thrashers d'Atlanta lors du repêchage d'expansion de 1999, Mark Tinordi décide de se retirer de la compétition.

## Statistiques
Pour les significations des abréviations, voir Statistiques du hockey sur glace.
| Saison     | Équipe                   | Ligue      |     | Saison régulière | Saison régulière | Saison régulière | Saison régulière | Saison régulière |   | Séries éliminatoires | Séries éliminatoires | Séries éliminatoires | Séries éliminatoires | Séries éliminatoires |
| Saison     | Équipe                   | Ligue      | PJ  | B                | A                | Pts              | Pun              | PJ               | B | A                    | Pts                  | Pun                  |                      |                      |
| 1982-1983  | Broncos de Lethbridge    | LHOu       | 64  | 0                | 4                | 4                | 50               | 20               | 1 | 1                    | 2                    | 6                    |                      |                      |
| 1983       | Broncos de Lethbridge    | Memorial   |     |                  |                  |                  |                  | 3                | 0 | 0                    | 0                    | 0                    |                      |                      |
| 1983-1984  | Broncos de Lethbridge    | LHOu       | 72  | 5                | 14               | 19               | 53               | 5                | 0 | 1                    | 1                    | 7                    |                      |                      |
| 1984-1985  | Broncos de Lethbridge    | LHOu       | 58  | 10               | 15               | 25               | 134              | 4                | 0 | 2                    | 2                    | 12                   |                      |                      |
| 1985-1986  | Broncos de Lethbridge    | LHOu       | 58  | 8                | 30               | 38               | 139              | 8                | 1 | 3                    | 4                    | 15                   |                      |                      |
| 1986-1987  | Wranglers de Calgary     | LHOu       | 61  | 29               | 37               | 66               | 148              |                  |   |                      |                      |                      |                      |                      |
| 1986-1987  | Nighthawks de New Haven  | LAH        | 2   | 0                | 0                | 0                | 2                | 2                | 0 | 0                    | 0                    | 0                    |                      |                      |
| 1987-1988  | Rangers de New York      | LNH        | 24  | 1                | 2                | 3                | 50               |                  |   |                      |                      |                      |                      |                      |
| 1987-1988  | Rangers du Colorado      | LIH        | 41  | 8                | 19               | 27               | 150              | 11               | 1 | 5                    | 6                    | 31                   |                      |                      |
| 1988-1989  | North Stars du Minnesota | LNH        | 47  | 2                | 3                | 5                | 107              | 5                | 0 | 0                    | 0                    | 0                    |                      |                      |
| 1988-1989  | Wings de Kalamazoo       | LIH        | 10  | 0                | 0                | 0                | 35               |                  |   |                      |                      |                      |                      |                      |
| 1989-1990  | North Stars du Minnesota | LNH        | 66  | 3                | 7                | 10               | 240              | 7                | 0 | 1                    | 1                    | 16                   |                      |                      |
| 1990-1991  | North Stars du Minnesota | LNH        | 69  | 5                | 27               | 32               | 189              | 23               | 5 | 6                    | 11                   | 78                   |                      |                      |
| 1990-1991  | North Stars du Minnesota | Fr-Tour    |     |                  |                  |                  |                  | 4                | 0 | 0                    | 0                    | 24                   |                      |                      |
| 1991-1992  | North Stars du Minnesota | LNH        | 63  | 4                | 24               | 28               | 179              | 7                | 1 | 2                    | 3                    | 11                   |                      |                      |
| 1992       | Équipe Canada            | CC         |     |                  |                  |                  |                  | 3                | 0 | 0                    | 0                    | 2                    |                      |                      |
| 1992-1993  | North Stars du Minnesota | LNH        | 69  | 15               | 27               | 42               | 157              |                  |   |                      |                      |                      |                      |                      |
| 1993-1994  | Stars de Dallas          | LNH        | 61  | 6                | 18               | 24               | 143              |                  |   |                      |                      |                      |                      |                      |
| 1994-1995  | Capitals de Washington   | LNH        | 42  | 3                | 9                | 12               | 71               | 1                | 0 | 0                    | 0                    | 2                    |                      |                      |
| 1995-1996  | Capitals de Washington   | LNH        | 71  | 3                | 10               | 13               | 113              | 6                | 0 | 0                    | 0                    | 16                   |                      |                      |
| 1996-1997  | Capitals de Washington   | LNH        | 56  | 2                | 6                | 8                | 118              |                  |   |                      |                      |                      |                      |                      |
| 1997-1998  | Capitals de Washington   | LNH        | 47  | 8                | 9                | 17               | 39               | 21               | 1 | 2                    | 3                    | 42                   |                      |                      |
| 1998-1999  | Capitals de Washington   | LNH        | 48  | 0                | 6                | 6                | 108              |                  |   |                      |                      |                      |                      |                      |
| Totaux LNH | Totaux LNH               | Totaux LNH | 663 | 52               | 148              | 200              | 1 514            | 70               | 7 | 11                   | 18                   | 165                  |                      |                      |

## Honneurs et trophées
- Western Hockey League
  - Nommé dans la première équipe d'étoiles de l'est en 1987.
- Ligue nationale de hockey
  - Invité au 43e Match des étoiles de la Ligue nationale de hockey.

### Transactions en carrière
- 4 janvier 1987 ; signe à titre d'agent libre avec les Rangers de New York.
- 11 octobre 1988 ; échangé par les Rangers avec Paul Jerrard, les droits sur Bret Barnett et Mike Sullivan et le choix de troisième ronde des Kings de Los Angeles au repêchage de 1989 (acquis précédemment, les North Stars y sélectionnent Murray Garbutt) aux North Stars du Minnesota en retour de Brian Lawton, Igor Liba et des droits sur Eric Bennett.
- 9 juin 1993 ; transféré aux Stars de Dallas, à la suite de la relocalisation des North Stars.
- 18 janvier 1995 ; échangé par les Stars avec Rick Mrozik aux Capitals de Washington en retour de Kevin Hatcher.
- 25 juin 1999 ; réclamé par les Thrashers d'Atlanta lors du repêchage d'expansion de 1999.
- été 1999 ; annonce son retrait de la compétition.